# Episodi di 3 in mezzo a noi - I racconti di Arcadia (seconda stagione)
La seconda stagione della serie televisiva 3 in mezzo a noi - I racconti di Arcadia è stata interamente pubblicata su Netflix il 12 luglio 2019.
| nº | Titolo originale                         | Titolo italiano                    | Pubblicazione USA | Pubblicazione Italia |
| -- | ---------------------------------------- | ---------------------------------- | ----------------- | -------------------- |
| 1  | Moving Day                               | Giorno di trasloco                 | 12 luglio 2019    | 12 luglio 2019       |
| 2  | Moonlight Run                            | Fuga al chiaro di luna             | 12 luglio 2019    | 12 luglio 2019       |
| 3  | Dogfight Days of Summer                  | Quell'estate di un duello tra cani | 12 luglio 2019    | 12 luglio 2019       |
| 4  | Mother's Day                             | La festa della mamma               | 12 luglio 2019    | 12 luglio 2019       |
| 5  | Ill Gotten Gains                         | Appropriazione illecita            | 12 luglio 2019    | 12 luglio 2019       |
| 6  | There's Something About Gwen (of Gorbon) | Tutti pazzi per Gwen (di Gorbon)   | 12 luglio 2019    | 12 luglio 2019       |
| 7  | Asteroid Rage                            | La furia dell'asteroide            | 12 luglio 2019    | 12 luglio 2019       |
| 8  | Luug's Day Out                           | La gita di Luug                    | 12 luglio 2019    | 12 luglio 2019       |
| 9  | The Fall of House Tarron                 | La caduta del casato dei Tarron    | 12 luglio 2019    | 12 luglio 2019       |
| 10 | The Big Sleep                            | Il grande sonno                    | 12 luglio 2019    | 12 luglio 2019       |
| 11 | Return to Trollmarket                    | Corsa al mercato dei troll         | 12 luglio 2019    | 12 luglio 2019       |
| 12 | A Glorious End: Part 1                   | Una fine gloriosa: Parte 1         | 12 luglio 2019    | 12 luglio 2019       |
| 13 | A Glorious End: Part 2                   | Una fine gloriosa: Parte 2         | 12 luglio 2019    | 12 luglio 2019       |

## Giorno di trasloco

### Trama
Rimasti vulnerabili dopo l'attacco dell'O.M.E.N. (e dopo la sua sconfitta e il ritorno dei nuclei reali della Regina e del Re), gli eredi extraterrestri cercano di nascondere la loro nave danneggiata, ma vengono presto attaccati dal cacciatore di taglie Magmatron.

## Fuga al chiaro di luna

### Trama
La principessa Aja e il principe Krel arruolano Stuart per aiutare a trovare il loro ex-alleato Vex, che è tenuto prigioniero in un avamposto di cacciatori di taglie sulla luna. Trovato Varvatos, avviene il duello finale tra lui e Alpha, che perde e muore. Nel finale, Loth Saborian, il consigliere di Morando segretamente disertato, rivela che il generale ha creato un esercito di robot O.M.E.N. e si sta dirigendo verso la Terra.

## Quell'estate di un duello tra cani

### Trama
Con l'imminente invasione della Terra da parte del generale Morando, Krel cerca di fermare l'avanzata della flotta con un videogioco e l'aiuto inconsapevole dei ragazzi di Arcadia. Alla fine dell'episodio, un nuovo cacciatore di taglie arriva sulla Terra in un lampo.

## La festa della mamma

### Trama
Madre, l'IA che controlla la nave dei reali, riflette sul mantenimento della pace tra la sua famiglia litigiosa. Morando scopre un segreto nascosto sulla Terra e cattura Loth Saborian. Il colonnello Kubritz dell'Area 49-B si allea con il cacciatore di taglie catturato dopo aver notato che causava problemi mentre cercava Aja e Krel.

## Appropriazione illecita

### Trama
Il colonnello Kubritz mette in scena una finta quarantena al liceo di Arcadia Oaks con uno stratagemma per catturare i reali - e la loro tecnologia avanzata per le armi - con l'aiuto del cacciatore di taglie Tronos. Alla fine lo stratagemma fallisce, tuttavia Morando prende contatto con loro.

## Tutti pazzi per Gwen (di Gorbon)

### Trama
Stuart riceve una visita inaspettata dalla sua ex fidanzata cacciatrice di taglie, Gwen, dal pianeta Gorbon; Il principe Krel aiuta Toby ed Eli a produrre un cortometraggio, "Vivo o Kleb", per un concorso locale.

## La furia dell'asteroide

### Trama
Incapace di fermare un asteroide che si dirige verso la Terra, Kubritz supplica i reali di aiutarli a distruggerlo offrendo la tecnologia aliena immagazzinata dall'Area 49-B, pianificando però di tradirli con Morando.

## La gita di Luug

### Trama
Krel finalmente costruisce un prototipo di dispositivo che creerà un portale per Akiridion-5, ma Luug lo inghiottisce per intero prima che possa essere testato ulteriormente e si trasporta per tutta Arcadia.

## La caduta del casato dei Tarron

### Trama
Gli ultimi difensori del Casato dei Tarron affrontano il generale Morando e il suo esercito di O.M.E.N. in una battaglia per la sopravvivenza sulla Nave Madre. La nave viene distrutta ma Madre si salva scaricandosi in un O.M.E.N. e prendendone così il controllo.

## Il grande sonno

### Trama
Con il generale Morando alla ricerca dell'onnipotente Nucleo di Gaylen, Aja e Krel devono viaggiare nel subconscio dei loro genitori per scoprire la posizione del Nucleo prima che lo faccia il loro acerrimo nemico.

## Corsa al Mercato dei troll

### Trama
Dopo aver appreso che Kanjigar ha ricevuto il Nucleo di Gaylen dai genitori dei reali anni fa sulla Terra, Toby chiama il Trollhunter Jim Lake e Blinky consiglia ai reali di consultare l'Oracolo, che li manda nell'Abisso per recuperarlo. I due trovano il Nucleo, ma scoprono che Morando li ha seguiti. Dopo uno scontro, il Generale riesce a prendere il Nucleo.

## Una fine gloriosa (Parte 1)

### Trama
Mentre i cittadini di Arcadia si riuniscono per la prima di "Vivo o Kleb", un esercito di O.M.E.N. guidato da una Kubritz corazzata, setaccia la città cercando i reali.

## Una fine gloriosa (Parte 2)

### Trama
Con il destino dell'universo in gioco, gli eredi reali e i loro alleati devono riunire le loro forze per la battaglia finale contro il generale Morando, che ha ottenuto un immenso potere extraterrestre dal Nucleo di Gaylen. Il re e la regina appena tornati si sacrificano per alimentare il cannone di Seklos ricostruito e grazie a questo distruggono Morando. Sconfitta la minaccia, Aja e Varvatos partono per Akaridion-5 mentre Krel rimane sulla Terra. Nel finale viene mostrata una clip della prossima serie "I Maghi", in cui Steve, Toby e Aarrrgh vengono avvicinati dal gatto Archie, che li avverte che la fine del mondo è imminente.